# Frisisk Råd
Frisisk Råd eller Interfrisisk Råd er det fællesfrisiske samråd med repræsentanter fra Frislande i både Tyskland og Nederlandene. Rådet blev stiftet i Husum i 1930 med det formål at koordinere de frisiske aktiviteter og at etablere et fællesfrisisk institution ud over nationale skel. En af hovedopgaverne er afholdelsen af de store inter-frisiske konferencer og af musik- og dansefestivalen Friser-Droapen på Helgoland hvert tredje år. Den første tværnationale frisiske konference fandt allerede sted i 1925. Under krigen gik aktiviteterne i stå, men i 1956 blev friserrådet genetableret. Allerede året før blev det såkaldte Frisiske Manifest vedtaget, som satte den inter-frisiske bevægelse på en pro-europæisk kurs. Det frisiske manifest blev i 2006 fornyet som interfrisisk erklæring. I 2009 imødekom rådet ønsker efter et fællesfrisisk flag og præsenterede et interfrisisk flag.
Rådet består af sektioner i den nederlandske Frisland, i Øst-Frisland og i Nordfrisland.
- Sektion Vest:
  - Selvbetegnelse på vestfrisisk: Fryske Rie
  - Området: Frisland (Nederland) i Nederlandene

- Sektion Øst:
  - Selvbetegnelse på saterfrisisk/østfrisisk:Fräiske Räid, plattysk: Freeske Raad
  - Området: Øst-Frisland (Østfrisland, det oldenborgske Frisland, Saterland, Rüstringen og Wursten) i Nedersaksen

- Sektion Nord:
  - Selvbetegnelse på nordfrisisk: Frasche Rädj
  - Området: Nordfrisland (inklusive Helgoland) i Slesvig-Holsten

Den nordfrisiske sektion (Nordfrisisk Råd) har sammen med Nordfriesischer Verein og Friisk Foriining til huse i Friisk Hüs i Søndergade i Bredsted i Sydslesvig. Det nordfrisiske råd støtter blandt andet det frisiske radioprogram Friisk Funk fra Før.